# Onuphis striata
Onuphis striata är en ringmaskart som beskrevs av Uschakov 1950. Onuphis striata ingår i släktet Onuphis och familjen Onuphidae. Inga underarter finns listade i Catalogue of Life.